# WTA-toernooi van Puerto Vallarta
Het WTA-toernooi van Puerto Vallarta is een jaarlijks terugkerend tennistoernooi voor vrouwen dat wordt georganiseerd in de plaats Puerto Vallarta aan de Mexicaanse westkust. De officiële naam van het toernooi is Puerto Vallarta Open.
De WTA organiseert het toernooi, dat in de categorie "WTA 125" valt en wordt gespeeld op de hardcourtbanen van het Parque Parota in de noordelijke hotelzone van Puerto Vallarta.
De eerste editie vond plaats in 2024 en werd gewonnen door de Amerikaanse McCartney Kessler.

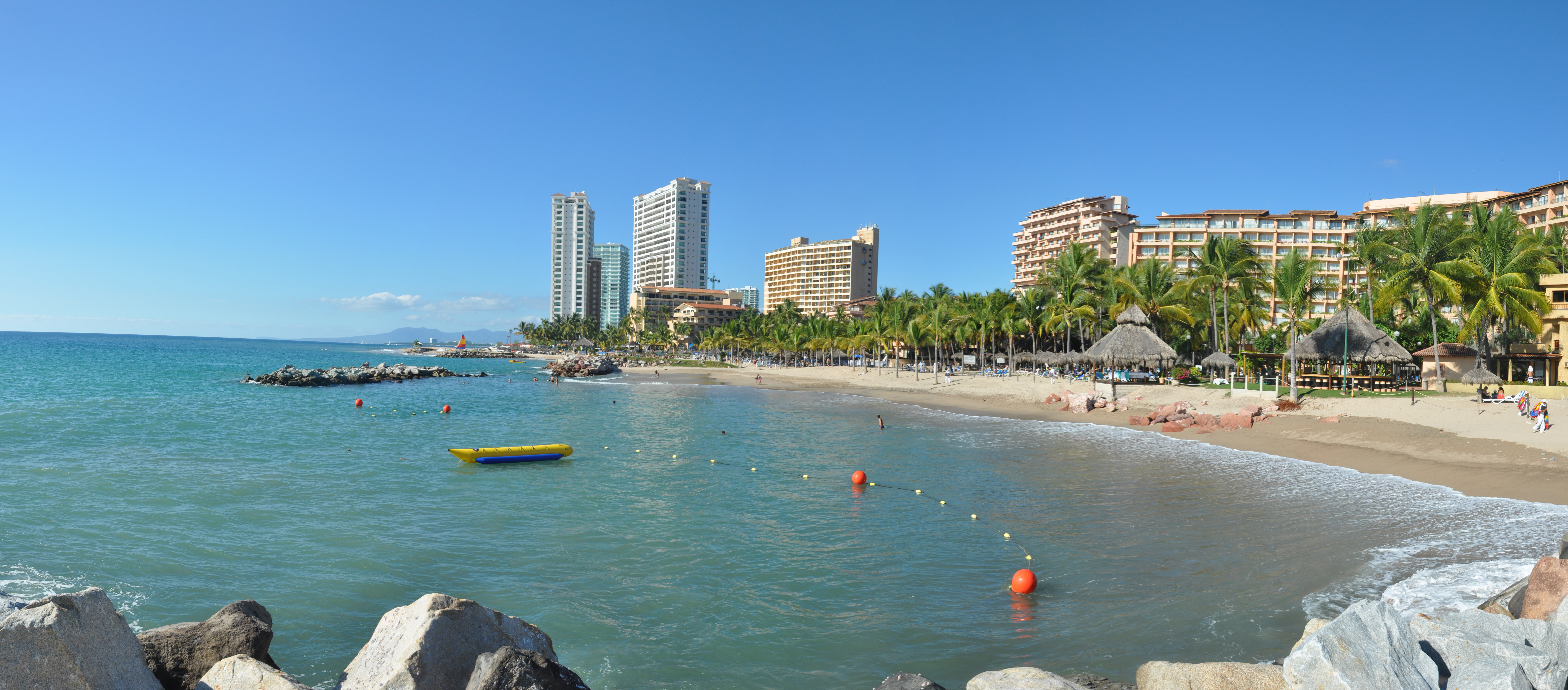
Aanzicht van Puerto Vallarta

## Finales

### Enkelspel
| Datum      | Naam                 | Cat.    | ($)     | Ondergrond        | Winnares          | Verliezend finaliste | Uitslag       |         |
| ---------- | -------------------- | ------- | ------- | ----------------- | ----------------- | -------------------- | ------------- | ------- |
| 2024-02-19 | Puerto Vallarta Open | WTA 125 | 115.000 | hardcourt, buiten | McCartney Kessler | Taylah Preston       | 5-7, 6-3, 6-0 | details |

### Dubbelspel
| Datum      | Naam                 | Cat.    | ($)     | Ondergrond        | Winnaressen                       | Verliezend finalistes                | Uitslag  |         |
| ---------- | -------------------- | ------- | ------- | ----------------- | --------------------------------- | ------------------------------------ | -------- | ------- |
| 2024-02-19 | Puerto Vallarta Open | WTA 125 | 115.000 | hardcourt, buiten | Iryna Sjymanovitsj Renata Zarazúa | Angelica Moratelli Camilla Rosatello | 6-2, 7-6 | details |

2024
ITF-toernooien (mannen en vrouwen)

ATP-toernooien (mannen) – ATP-seizoen 2025

WTA-toernooien (vrouwen) – WTA-seizoen 2025

Voormalige toernooien mannen
Voormalige toernooien vrouwen
Voormalige amateurtoernooien